# غرير نتن
الغرير النتن أو المِيدوس (الاسم العلمي: Mydaus)، جنس حيوان لبون من فصيلة الظربان الأمريكي، أنواعه اثنان، أعطانها الجزر الغربية من أرخبيل الملايو: سومطرة وجاوة وبورنيو وجزيرة بالاوان الفلبينية. وكذلك العديد من الجزر الصغيرة الأخرى في المنطقة.